# 例えば僕が居なかったら
「例えば僕が居なかったら」（たとえばぼくがいなかったら）は、MUCCの楽曲で、41枚目のシングル。2019年11月5日、TSUTAYA O-EASTにて開催された『MUCC BIRTHDAY CIRCUIT 2019「40」2019年11月5日（火）＜YUKKE day＞～YUKKE限定 LASTGIGS -孤独の40歳児、今日だけは許して下さい-～』にて会場限定販売された。

## 概要
- メンバー全員の誕生日にライブを行うツアー『MUCC BIRTHDAY CIRCUIT 2019「40」』の会場で販売される限定シングルの第4弾[1]。
- 2019年11月12日に配信リリースされた。配信盤にはカップリングのライブ音源及びメンバーコメントは収録されない[2]。
- 後にアルバム『惡』の初回プレス付属のエムカードに「例えば僕が居なかったら (惡 MIX)」として収録された。[3]

## 収録曲
1. 例えば僕が居なかったら
作詞:YUKKE/作曲:YUKKE、ミヤ
2. （Twilight）例えば僕が居なかったら DEMO

CD盤収録曲
1. 雨のオーケストラ（2019.05.01 中野サンプラザ）
2. 秘密（2019.05.19 名古屋特殊陶業市民会館ビレッジホール）
3. YUKKE
4. 蘭鋳（2019.07.15 岡山CRAZYMAMA KINGDOM）
  - 隠しトラック。ミヤが急性胃腸炎と診断され、残ったメンバーでギターなしの編成でミニライブを行った際の音源。